# 陳永業
陳永業（英語：Ariff Chan，1970年1月1日—），香港唱片騎師、前香港無綫電視基本藝人合約藝員及節目主持，香港電台主持，於1990年加入廣播界，曾經在1994年出版唱片〈移情別戀〉。他曾擔任娛樂訪談節目〈今日VIP〉其中一位主持及無綫電視多個節目的旁白，較為人熟知的是被王祖藍當成藍本，創作「頭兩頁」一電視角色；其中金句「我今日真係學咗好多嘢」引起觀眾注意。坊間常把陳永業與該句對白劃上等號，事實上並非出自其口。

## 背景

### 早年生活
陳永業早年在油尖旺區長大，就讀油麻地天主教小學和天主教新民書院，在學期間已在啟德越南難民營當義工。1988年於東華三院邱子田紀念中學中六畢業後，因為沒有人肯到越南難民營教育難民，他應邀在營內的新秀學校（New Horizons School）任職教師，也在難民營的青少年中心兼職社工，直到1990年夏天為止。他在1990年初於難民營工作時獲倪秉郎賞識，繼而獲邀參加香港電台第二台DJ訓練班試音，並即時被取錄且接受為期兩個多月的訓練，同年6月開始兼職主持節目〈輕談淺唱不夜天〉、〈RJ保壘〉（〈青春交響曲〉環節）及〈此時此處此模樣〉。

### 事業發展
1990年9月1日，陳永業正式成為全職唱片騎師，加入〈晨光第一線〉。及至1991年4月1日，陳永業被調派到香港電台第一台，主持首個音樂節目〈都市閒情》（星期一至五，下午一時至二時）及周日節目〈樂天一派〉（節目於1994年改名為〈樂天新一派〉，主持至2001年）。同年9月再被調派與袁翠霞合作主持中午時段音樂娛樂雜誌式節目〈開心新航線〉。
1992年10月，陳永業改與新拍檔蔡齡齡主持〈開心新航線〉。同年12月至1997年，他應邀為上海東方廣播電台主持每周播放一次、是1993-1995年度全上海（FM頻道）最高收聽率前三甲的〈上錄音樂萬花筒〉，主要介紹香港中文流行歌曲排行榜的形勢。其後於1993年開始，陳永業涉足歌壇，兼任歌手，5月出版與蔡齡齡合唱的單曲〈情是永遠著迷〉；該曲收錄在百代唱片推出的「流行至尊II」之中，為〈開心新航線〉廣播劇主題曲。翌年，即1994年5月得到唱片公司青睞出版首張個人迷你專輯〈移情別戀〉。第一首主打歌曲〈仍然為你傾心〉同時打入香港電台、香港商業電台以及新城電台流行榜。當年10月推出的陳百強紀念專輯「紫色的回憶」內，收錄了一首陳永業與其他香港電台唱片騎師合唱的〈喝采〉。
陳永業往後於1995年轉投幻影全音唱片公司（PHANTOM），成為旗下歌手之一。1996年3月開拓台灣市場，發行國語單曲〈妒忌〉，收錄在「雙聲記」合輯內。同年6月繼續與新拍檔夏妙然主持〈開心新航線〉至2000年。2001年10月8日，陳永業主持由他命名的晚間音樂節目〈音樂情人〉（星期一至五晚上九時至十時），至2003年離開香港港台，一度改由馮偉棠主持，2005年交由鄭子誠主持至今。離職前，陳永業受到葉德嫻的說話啟發 ─ 多方面發展，不要只留在電台廣播界別，從事幕後音樂策劃事宜，在2002年至2008年間為香港百代唱片籌備一系列約共40張國語老歌唱片。2002年12月應邀為陳秀雯「全新震盪演唱會」擔任嘉賓，2人合唱的〈緣訂今生〉收錄在其後出版的演唱會相關唱片內。而2003年1月離職後，他主要在2004年至2007年間為香港有線電視一些外購節目及外語電影任旁白和配音工作，例如日本長壽飲食節目〈鐵人料理〉。2006年新春期間，曾與陳松伶一起主持香港電台電視節目〈金輝閃爍耀百年〉。
到了2007年11月，陳永業集中電台廣播以外的發展，受陳志雲引薦簽約無綫電視主持午間節目〈娛樂直播〉。當年他本來計劃延續配音事業，礙於無綫配音組認為他的聲線只適合為綜藝節目配音/旁白而不適合配演影視角色，結果陳永業打消有關念頭。2008年3月，他與環球唱片公司合作推出合輯「寶鑑」，負責撰寫書冊中過百位歌手的小傳。同年8月起為無綫收費台節目〈無綫大寶藏〉旁白。後來於10月1日與朱凱婷主持現場節目「國慶文藝晚會」及擔任「積極樂觀展人生」節目司儀。陳永業在幕前主力當節目主持，其餘時間多任活動司儀，如2011年7月9日任無綫電視大型籌款晚會〈明愛暖萬心〉其中一位司儀。2011年8月加盟鄭經翰開辦的DBC數碼電台，主持DBC第7台逢星期一至五晚6-9播放的〈音樂真情人〉。
2013年1月隨DBC數碼廣播電台首度停播，陳永業而被王祖藍及監製黃偉聲相中，參演首部電視劇〈老表，你好嘢〉，間中會參與不同歌手的演唱會，如於2013年3月23及24日為姚莉「玫瑰傳奇經典演唱會」任節目顧問及客席司儀和於2013年11月為甄秀儀擔任粵曲晚會「新青社40週年紀念・嚴覲發粵曲作品演唱會」司儀。2015年4月6日，陳永業重返DBC數碼廣播電台，主持DBC第6台〈醉樂黃昏〉（至2016年4月6日停播），又自同年由5月3日開始主持在DBC第1台〈VIP駕到〉。由於DBC數碼廣播電台停止營運，他原本與電台2016年中屆滿的合約提早完結，並在2016年9月11日加入新城知訊台及新城財經台，主持每周六、日兩晚聯播的全新深宵音樂節目〈我們的那些年〉，至2017年5月15日節目結束。
陳永業於2020年11月底約滿離開無綫。2021年7月重返香港電台第五台主持早晨音樂節目〈自在早晨〉。同期他於2020年投資開設製作公司「Tech Channel」，又在幼稚園教授學童粵語說話技巧，亦接拍網劇。
2024年4月14日，陳永業接替於2024年2月3日離世的鄭啟泰，自第42屆香港電影金像獎頒獎典禮起，擔任金像獎頒獎典禮現場報幕員。

## 演出作品

### 電視劇（無綫電視）
| 首播   | 劇名              | 角色   | 備註    |
| 2013年 | 老表，你好嘢！    | 陳至美 |         |
| 2014年 | 老表，你好hea！   | 伊健   |         |
| 2017年 | 老表，畢業喇！    | 靳黃昏 |         |
| 2018年 | 愛·回家之開心速遞 | 林森明 | 第242集 |

### 電影
- 2011年 我愛HK開心萬歲 飾 新聞報道員

### 廣播劇
香港電台
- 1994年 《餘情未了》（與劉小慧分飾男女主角）
- 1995年 《鏡花緣》（第4、5集）
- 1995年 《最後的玫瑰》
- 1999年 《李碧華怪談之木乃伊》
- 2000年 《中華五千年》 聲演 夏衍
- 2001年 《雍正皇帝》 聲演 十六王爺允祿

### 電視節目旁白
香港有線電視
- 2004年至2007年 鐵人料理

無綫電視
- 2008年 無綫大寶藏 - 歷屆視後回顧》
- 2009年 我的2008（2009年1月-2月播出）
- 2009年 香港獨家（2009年4月-6月播出）
- 2009年 霎時感動
- 2010年 我的2009（2010年1月-2月播出）
- 2010年 世博華人大綜藝（2010年6月-9月播出）
- 2010年 香港築跡（2010年7月-11月播出）
- 2010年 金曲擂台（2010年10月-12月播出）
- 2011年 我的2010（2011年1月-3月播出）
- 2011年 魔法擂台（2011年4月-7月播出）
- 2011年 香港玄案（2011年6月-7月播出）
- 2011年 森海尋寶（2011年11月播出）
- 2011年 世界遺產名錄 - 飛越丹霞
- 2011年 世界遺產名錄 - 天地之中
- 2012年 一手造成（2012年9月-2013年2月播出）
- 2013年 打好基本工
- 2013年 大學教育資助委員會 - 知識大轉移
- 2014年 別有動天（2014年2月-2014年5月播出）
- 2014年 搵個好男人（2014年2月-2014年3月播出）
- 2014年 屢見奇工（第10至21集，2014年10月5日啟播）
- 2015年 香港本色（2015年1月4日－2015年7月8日播出）
- 2015年 萬里尋爸（第二輯）（2015年4月4日播出）
- 2015年 萬里尋爸（中國篇）（2015年5月2日播出）
- 2015年 絲路同行（2015年10月8日播出）
- 2016年 萬里尋爸（第四輯）（2016年9月17日播出）
- 2017年 香港遊樂團（2017年5月7日播出）
- 2017年 關你家事（2017年6月5日播出）
- 2017年 全職沒女（2017年4月10日播出）（聲演）

### 廣告旁白
- 康業貸款隨處到 物業貸款
- 2011年 惠氏倍力加 - 成人奶粉
- 2013年 羅志祥專輯〈獅子吼〉
- 2014年 刀塔傳奇（On-line Game）
- 2014年 2014法國依視路

## 節目主持
*以下列表只記錄陳永業主持過的作品，若有遺漏，請協助補充相關資料。

### 電台主持
香港電台
- 1990年、？至2001年[13] 輕談淺唱不夜天、RJ保壘、此時此處此模樣
- 1990年至1991年 晨光第一線
- 1991年 都市閒情
- 1991年至2001年 樂天一派、樂天新一派
- 1991年至2000年 開心新航線
- 2001年至2003年 音樂情人
- 2000年代 龍虎榜風雲錄[14]
- 2000年代 香港流行音樂傳奇[15]
- 2021年至今 自在早晨

DBC數碼電台
- 2011年至2013年 音樂真情人
- 2015年至2016年 醉樂黃昏
- 2015年至2016年 VIP駕到

新城電台
- 2016年至2017年 我們的那些年

上海東方廣播電台
- 1992年至1997年 上錄音樂萬花筒

### 電視主持
無綫電視
- 2007年至2009年 娛樂直播
- 2008年 國慶文藝晚會
- 2008年 積極樂觀展人生
- 2009年至2019年 今日VIP
- 2011年 明愛暖萬心

香港電台
- 2006年 金輝閃爍耀百年
- 2021年 香江暖流

## 參與節目
- 1993年 花弗新世界（第12集、無綫電視）

## 個人專輯
- 1994年 〈移情別戀〉

## 廣告代言
- 2021年 添貨 蜂蜜洛神花茶粒、蜂蜜菊花茶粒

## 外部連結
- 陳永業 Ariff Chan的Facebook專頁
- 《連結重溫: 醉樂黃昏 》 （页面存档备份，存于）
- 《連結重溫: VIP駕到 》 （页面存档备份，存于）
- 《陳永業blogger》 （页面存档备份，存于）
- 《 音樂真情人》 陳永業 (D100)節目重溫 （页面存档备份，存于）
- DBC 7台 《大戲台》重溫小組 （页面存档备份，存于）